# Laothoe austauti
Laothoe austauti is een vlinder uit de familie van de pijlstaarten (Sphingidae). De wetenschappelijke naam van de soort werd als Smerinthus austauti in 1877 gepubliceerd door Otto Staudinger.